# Microcosmus sabatieri
Microcosmus sabatieri is een zakpijpensoort uit de familie van de Pyuridae. De wetenschappelijke naam van de soort werd in 1885 voor het eerst geldig gepubliceerd door L. Roule. Deze soort is vernoemd naar de Franse zoöloog Armand Sabatier.

## Beschrijving
Microcosmus sabatieri heeft een rotsachtig uiterlijk. Het wordt voornamelijk gevonden in de Middellandse Zee. In delen van Europa wordt deze soort als voedsel gebruikt. De soort staat onder diverse Nederlandse namen bekend, zoals de violet-zakpijp of begroeide zakpijp.